# Nagynyárád
Nagynyárád é um município da Hungria, situado no condado de Baranya. Tem 24,34 km² de área e sua população em 2019 foi estimada em 694 habitantes.